# Диоп, Эдан
Эда́н Дио́п (фр. Edan Diop; родился 24 августа 2004, Тур) — французский футболист, полузащитник клуба «Монако».

## Клубная карьера
Выступал за футбольные академии клубов «Тур» «Шамбре», в июле 2019 года присоединился к академии клуба «Монако». 5 августа 2022 года Диоп подписал свой первый профессиональный контракт с «Монако». 23 февраля 2023 года дебютировал за «Монако» в матче плей-офф Лиги Европы УЕФА против немецкого клуба «Байер 04». Три дня спустя дебютировал во французской Лиге 1 в матче против «Ниццы», в том же матче за «Ниццу» сыграл его старший брат Софьян. 2 апреля 2023 года забил свой первый гол за Монако в матче против «Страсбур».

## Карьера в сборной
В сентябре 2022 года дебютировал за сборную Франции до 19 лет в товарищеском матче против сверстников из Португалии.

## Личная жизнь
Родился во Франции в семье марокканца и сенегалки. Его старший брат Софьян Диоп также является профессиональным футболистом.